# ريسك-فايف

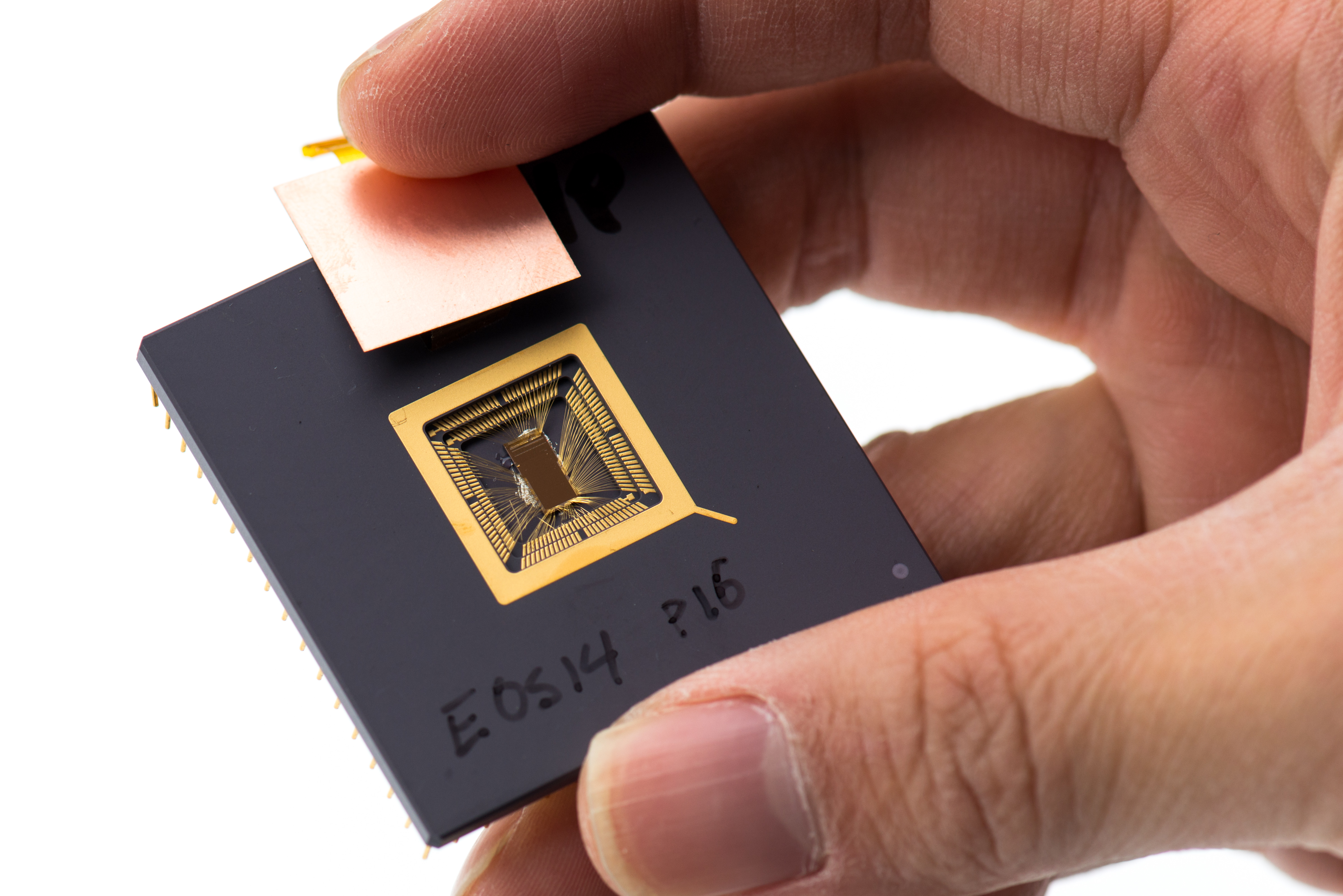

ريسك-فايف (بالإنجليزية: RISC-V)‏ هي بنية مجموعة تعليمات (Instructions Set Architecture) حرة ومفتوحة المصدر تستند إلى مبادئ الحوسبة المحددة ريسك. خلاف مُعظم معايير بينة مجموعة التعليمات (ISA) يمكن استخدام معيار RISC-V ISA بحرية لأي غرض، ما يعني حرية كاملة في تصميم وتصنيع وبيع رقائق ريسك-فايف وبرمجتها. لا يُعتبر ريسك-فايف أول بنية مجموعة تعليمات مفتوحة، وتكمل أهميته في أنه صُمم ليستعمل على مجموعة واسعة الأجهزة. تحتوي مجموعة التعليمات أيضًا على مجموعة كبيرة من برامج الدعم، والتي تتجنب الضعف المعتاد في مجموعات التعليمات الجديدة. بدأ المشروع في عام 2010 في جامعة كاليفورنيا بـبيركلي، ولكن العديد من المساهمين هم من المتطوعين وعمال الصناعة خارج الجامعة. صُمم جهاز RISC-V ISA مع تطبيقات في العالم الحقيقي صغيرة وسريعة وقليلة الطاقة، ولكن بدون تصميم معماري أكثر من أجل أسلوب معماري دقيق معين.

## أصل التسمية
تعود كلمة ريسك (بالإنجليزية: RISC)‏ إلى اختصار جملة حاسوب مجموعة التعليمات المخفضة (بالإنجليزية: Reduced Instruction Set Computer)‏، بينما يمثل الحرف V اللاتيني رقم 5 بنظام العد الروماني، حيث يُشير العدد للجيل الخامس من تقنية "حاسوب مجموعة التعليمات المخفضة"، التي طورت منذ عام 1981 في جامعة كاليفورنيا في بركلي.